# Doraemon: Nobita - Vũ trụ phiêu lưu kí
Doraemon: Nobita - Vũ trụ phiêu lưu ký (Nhật: ドラえもん のび太の宇宙漂流記) là bộ phim hoạt hình Doraemon thứ 20 được ra mắt tại Nhật Bản và được chuyển thể thành truyện tranh. Ngoài ra, bộ phim còn có một số tên gọi khác như Đi tìm miền đất hứa, Nôbita và cuộc phiêu lưu ngoài vũ trụ . Đây là bộ phim khoa học viễn tưởng của đạo diễn Shibayama Tsutomu, được công chiếu tại Nhật Bản ngày 6 tháng 3 năm 1999, cùng lúc với phim ngắn Doraemon: Đêm trước đám cưới Nobita và Vương quốc bánh kẹo Okashinana. Phim được Toho phân phối dưới định dạng băng VHS và DVD. Phim được phát hành tại một số quốc gia trên thế giới: tại Hồng Kông được trình chiếu vào ngày 9 tháng 2 năm 2002, tại Tây Ban Nha được phát hành dưới dạng DVD vào ngày 3 tháng 6 năm 2009 và tại Hàn Quốc được phát sóng trên truyền hình vào ngày 5 tháng 5 năm 2010. Tại Việt Nam, phim từng được Công ty Cổ phần Truyền thông Trí Việt mua bản quyền và phát sóng trên kênh HTV3 lần đầu vào ngày 28 tháng 12 năm 2012.
Ca khúc mở đầu là "Doraemon no Uta" (ドラえもんのうた, dịch nghĩa Bài hát về Doraemon) do Yamano Satoko trình bày và ca khúc kết thúc là Kisetsu ga Iru Toki (季節がいく時, dịch nghĩa Những mùa trôi qua) do SPEED trình bày. Ca khúc tiếng Việt mở đầu là "Doraemon" do Huyền Chi trình bày và kết thúc là "Đêm tan" do Nam Hương "trình bày. Ở bản manga phát hành tại Việt Nam trước năm 2010 bởi Nhà xuất bản Kim Đồng còn được dịch thành Đi tìm miền đất mới.

## Nội dung

Bìa truyện Nobita - Vũ trụ phiêu lưu ký

Jaian và Suneo bị một chiếc phi thuyền lạ bắt cóc. Doraemon, Nobita và Shizuka đã lên trạm cứu nạn mini đuổi theo. Lúc chuẩn bị lên tàu Nobita nhặt được một vật lạ hình sao, cậu giấu nó vào túi mà không ngờ rằng nó là một vật cứu nguy hữu ích. Khi trạm cứu nạn mini chuẩn bị phát nổ chính quả hình sao ấy đã báo hiệu giúp các cậu thoát ra ngoài kịp lúc. Doraemon và hai bạn lên phi thuyền bọn người lạ mặt và gặp được Jaian, Suneo. Họ làm quen với Rian, Freya cùng hai rôbốt là Gorogoro và Rogu - những người lái con tàu lạ, thành viên đội Hiệp sĩ thiếu niên vũ trụ - và biết họ không có ý xấu. Nhóm bạn được biết những người mới quen này là cư dân của hành tinh Ragna đang trên đường tìm kiếm một nơi ở mới suốt 300 năm qua. Do trạm cứu nạn mini đã bị hỏng nên nhóm bạn phải nương nhờ Rian đưa về Trái Đất. Tàu vũ trụ của Rian hết nguyên liệu nên họ phải đáp khẩn cấp xuống một hành tinh lạ giống như Trái Đất. Ở đó nhóm bạn đã trải qua một phen khiếp vía khi suýt bị bọn ma cây ăn thịt. Cuộc hành trình lại tiếp tục, chiếc tàu lại rơi vào một tình cảnh hiểm nghèo khi bị bọn sinh thể khoáng thạch hút cạn năng lượng. May thay họ được cha của Rian - tư lệnh Riberto - giúp đỡ. Nhóm bạn biết được dã tâm của Moa (kẻ sai khiến tư lệnh Riberto) muốn tấn công và chiếm cư Trái Đất. Họ bỏ trốn và được Phi đoàn phiêu bạt Ngân hà - chiếc tàu vũ trụ khổng lồ, nơi cư trú của toàn thể dân cư hành tinh Ragna - giúp đỡ. Rian xin ý kiến của cây Thánh Tổ Thần Uy, cậu được linh hồn của mẹ mình chỉ bảo cách ngăn chặn Moa. Lúc này Nobita mới biết quả cầu hình sao mà cậu nhặt được là quả của cây thần này và thuộc về Rian. Cả năm đều phụ thuộc vào 5 chiếc phi thuyền trong hộp trò chơi đó nên cuộc chiến giữa cư dân hành tinh Ragna với quân đội của Moa bắt đầu. Rian thức tỉnh được cha mình khỏi sự điều khiển của Moa. Nhóm bạn phát hiện Moa thực chất là một dạng vật thể lỏng kì lạ. Họ đưa Moa vào thùng rác thần kì và tống vào lỗ đen vũ trụ. Cả nhóm bạn trở về nhà an toàn.

## Sản xuất

### Nhà sản xuất
- Hãng hoạt hình Shinei (Shinei Animation)
- Nhà xuất bản Shogakukan
- Hãng truyền hình TV Asahi

### Phân vai
| Nhân vật  | Diễn viên lồng tiếng | Diễn viên lồng tiếng  |
| Nhân vật  | Nhật Bản             | Việt Nam              |
| --------- | -------------------- | --------------------- |
| Doraemon  | Ōyama Nobuyo         | Nguyễn Thụy Thùy Tiên |
| Nobita    | Ohara Noriko         | Nguyễn Anh Tuấn       |
| Shizuka   | Nomura Michiko       | Trương Ngọc Châu      |
| Jaian     | Tatekabe Kazuya      | Lâm Quốc Tín          |
| Suneo     | Kimotsuki Kaneta     | Thái Minh Vũ          |
| Rian      | Shiraishi Fuyumi     | Lê Trường Tân         |
| Freya     | Somayumi             | Phạm Thúy Hằng        |
| Rogu      | Nozama Masako        | Nguyễn Kiều Oanh      |
| Riebeto   | Arimoto Kinryuu      | Nguyễn Trí Luân       |
| Mẹ Rian   | Itou Miki            | Nguyễn Huỳnh An       |
| Masura    | Watabe Takeshi       | Trần Vũ               |
| Moa       | Utsumi Kenji         | Ngô Minh Triết        |
| Thầy giáo | Tanaka Ryouichi      | Hồ Chơn Nhơn          |
| Mẹ Nobita | Chijimatsu Sachiko   | Nguyễn Vũ Minh Chuyên |
| Ba Nobita | Naka Yousuke         | Tạ Bá Nghị            |
| Goro Goro | Genda Tesshô         | Đặng Hoàng Khuyết     |